# 易卜拉欣·尼許宛
易卜拉欣·尼許宛（英語：Ibrahim Nishwan，1997年6月12日—）為馬爾地夫男子游泳運動員，他代表馬爾地夫參加2016年夏季奧林匹克運動會男子50公尺自由式項目。